# Famille de cœur
Pour plus de détails, voir Fiche technique et Distribution.

Famille de cœur est un téléfilm français réalisé par Gérard Vergez et diffusé le 9 mars 1998 sur France 2.

## Synopsis
Nadine Lefort travaille dans un cabinet d’architecte. Sa mère meurt brusquement ; elle hérite de la confiserie familiale et fait la connaissance d’Hélène et de Félix, locataires de sa mère, qui habitent juste au-dessus du magasin. Ne pouvant se résoudre à vendre la boutique, Nadine décide de la transformer en cabinet d’architecte et monte sa propre affaire avec ses collègues. Elle se prend d’affection pour le jeune Félix auprès duquel Hélène, dépressive, sans emploi, assume très difficilement son rôle de mère, à tel point que la DDASS menace de lui enlever la garde de son fils. Nadine décide de prendre les choses en main ; elle trouve un travail à Hélène et s’occupe de Félix qui, instable, décide de faire une fugue…

## Fiche technique
Source : IMDb, sauf mention contraire
- Réalisation : Gérard Vergez
- Scénario : Odile Barski
- Photographie : Elisabeth Prouvost
- Musique : Jean-Claude Nachon et Angélique Nachon
- Directeur de la photographie : Elisabeth Prouvost
- Décors : Emmanuel Sorin
- Genre : Comédie dramatique
- Durée : 90 minutes
- Société de production : Le Sabre
- Pays d'origine : France
- Année : 1997
- Date de diffusion : 9 mars 1998 sur France 2

## Distribution
- Mimie Mathy : Nadine Lefort
- Bruno Wolkowitch : Jean-Jacques
- Saadi Pierre-Jean Chérit : Félix
- Judith El Zein : Hélène
- Isabelle Leprince : Jacqueline
- Christian Gaïtch : Lionel
- Andrée Damant : Mme Lefort
- Marie Arnaudy : Mme Calais
- Arnaud Axler : l'inspecteur
- Valérie Bagnou-Beido : l'institutrice
- Marc Bertolini : M. Lafaye
- Jean-Claude Bourbault : Nicolas
- Antoine Coesens : M. Lelièvre
- Jean-Marie Courtois : M. Lopez